# Parfondeval (Orne)
Parfondeval ist eine französische Gemeinde mit 104 Einwohnern (Stand: 1. Januar 2022) im Département Orne in der Region Normandie. Sie gehört zum Arrondissement Mortagne-au-Perche und zum Kanton Mortagne-au-Perche.

## Lage
Die Gemeinde Parfondeval liegt in einem Seitental der Huisne im Regionalen Naturpark Perche, fünf Kilometer südwestlich von Mortagne-au-Perche. Nachbargemeinden von Parfondeval sind Saint-Langis-lès-Mortagne im Nordosten, Saint-Denis-sur-Huisne im Südosten, Saint-Jouin-de-Blavou im Süden, Coulimer im Südwesten sowie Courgeoût im Nordwesten.

## Bevölkerungsentwicklung
| Jahr                       | 1962 | 1968 | 1975 | 1982 | 1990 | 1999 | 2006 | 2013 | 2021 |
| -------------------------- | ---- | ---- | ---- | ---- | ---- | ---- | ---- | ---- | ---- |
| Einwohner                  | 148  | 149  | 122  | 106  | 121  | 96   | 104  | 113  | 107  |
| Quellen: Cassini und INSEE |      |      |      |      |      |      |      |      |      |

## Sehenswürdigkeiten

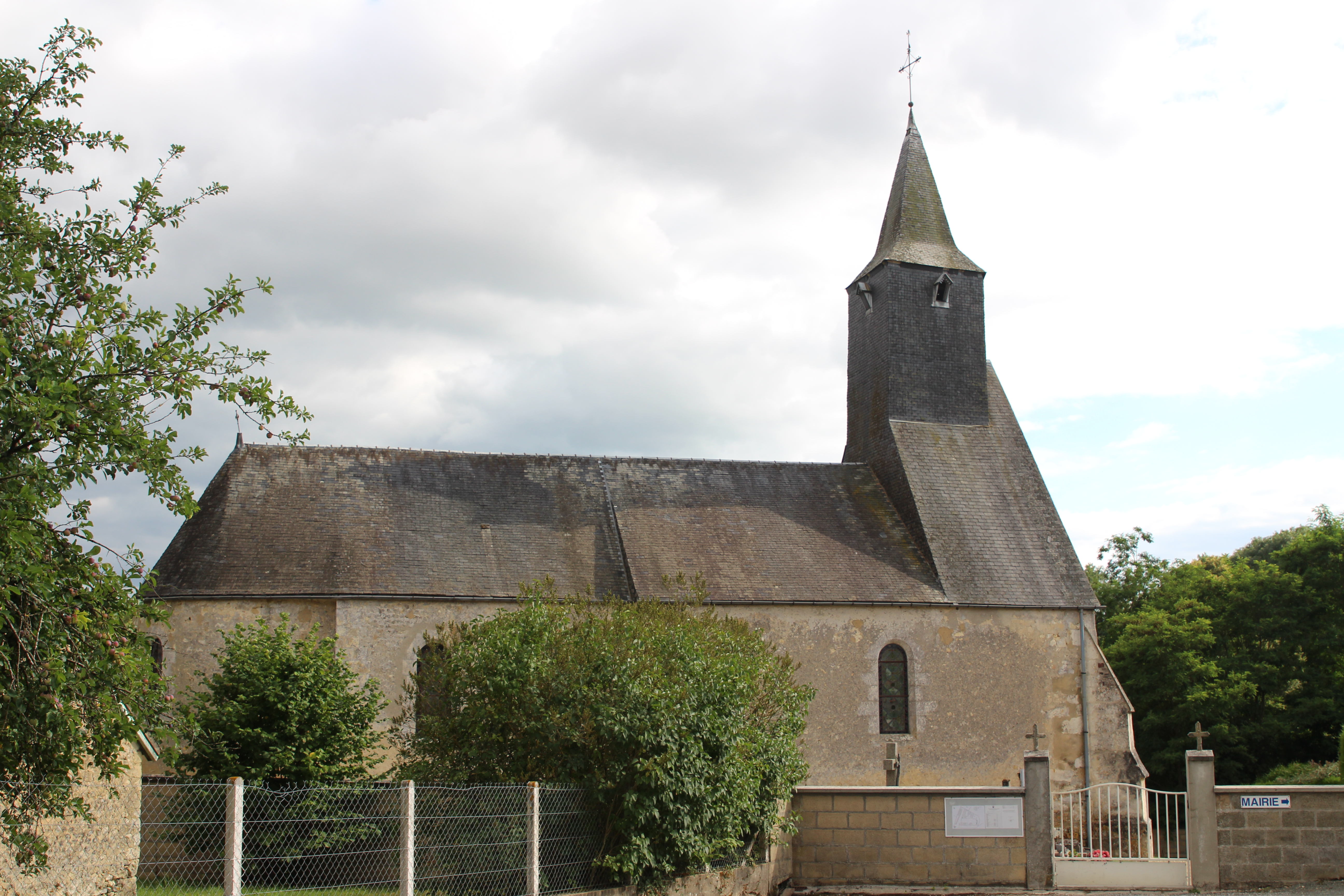
Kirche Notre-Dame
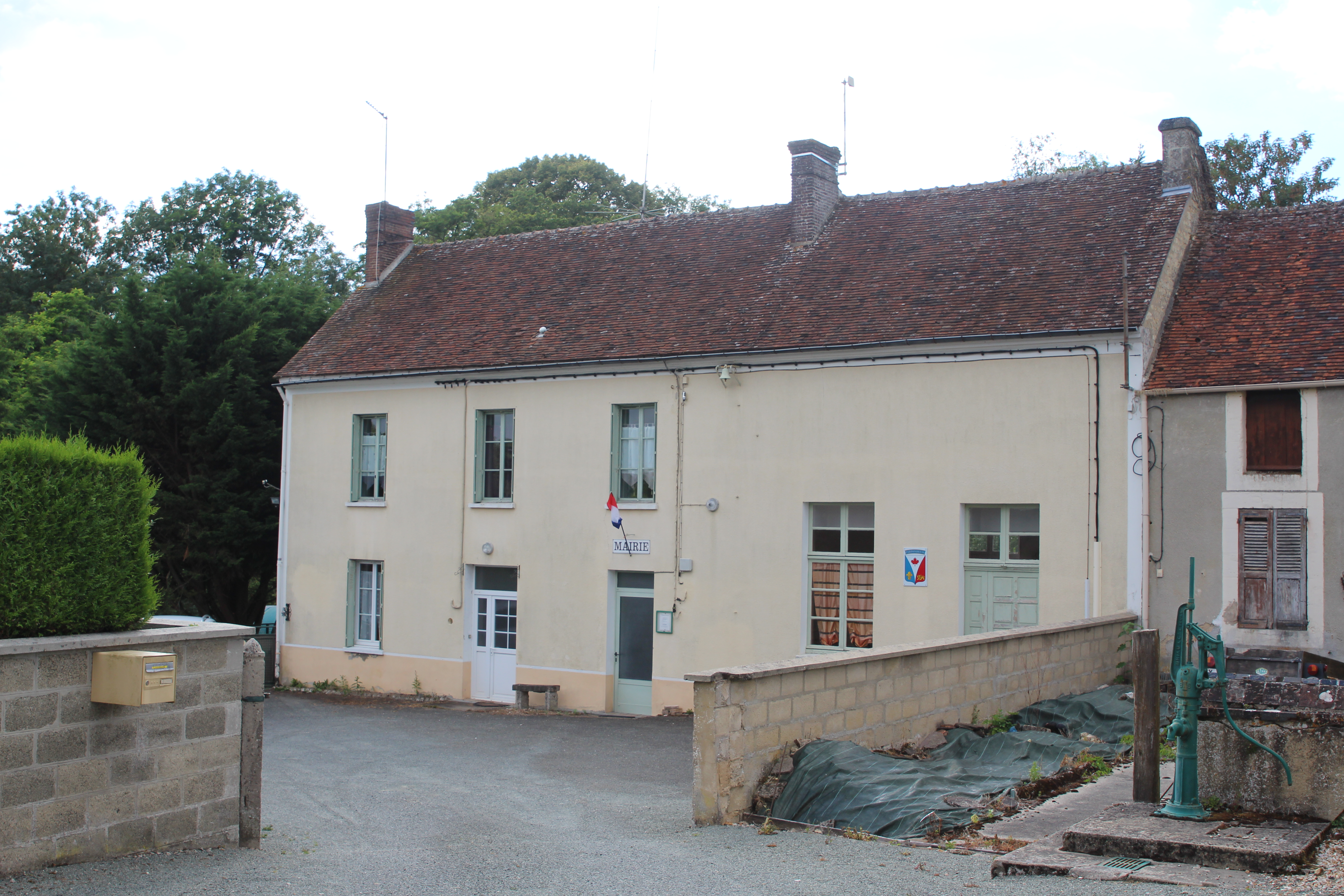
Mairie Parfondeval
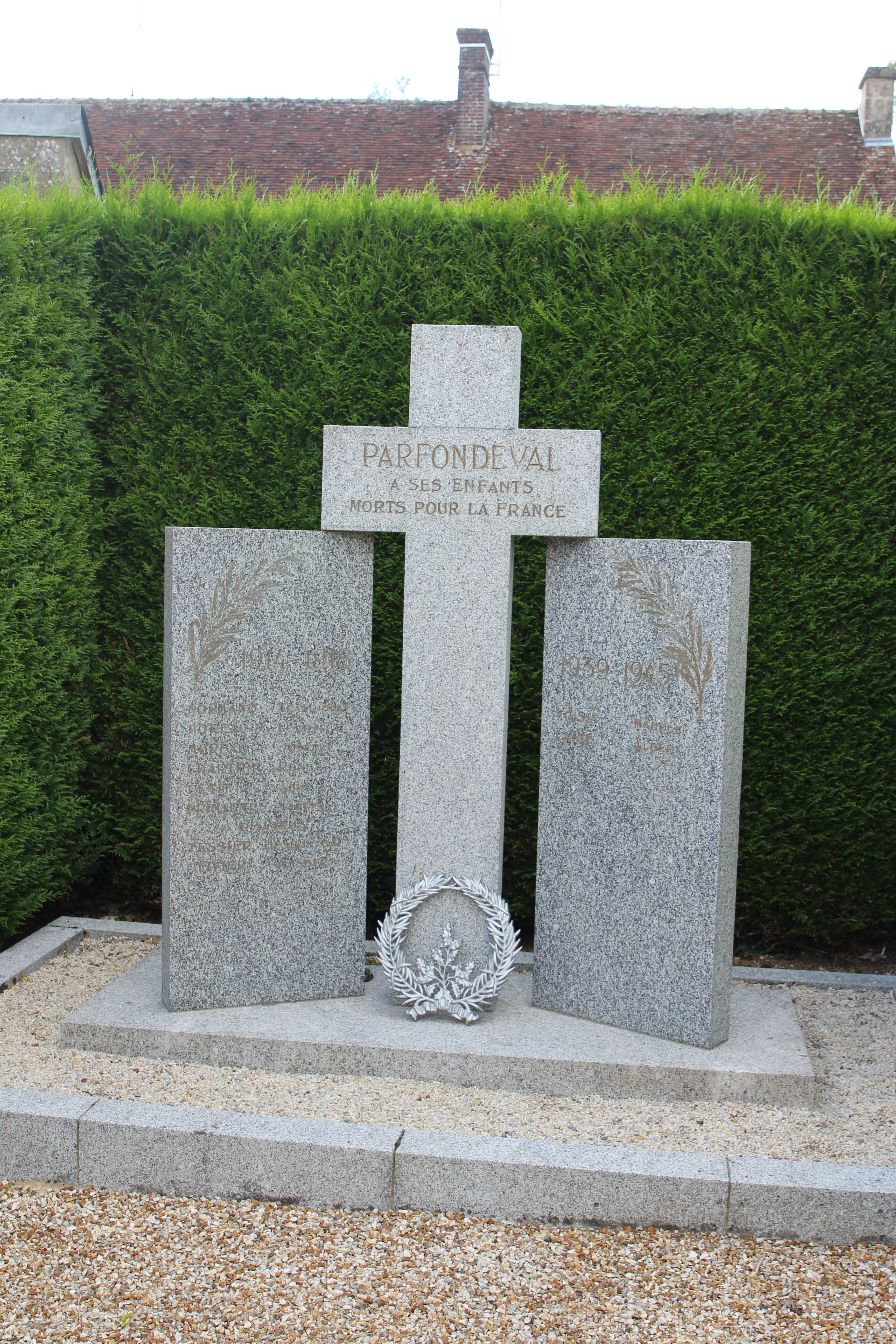
Gefallenendenkmal

- Kirche Notre-Dame
- Mairie Parfondeval
- Gefallenendenkmal